# Pic de Macaya
Pic de Macaya är en bergstopp i Haiti.   Den ligger i departementet Sud, i den västra delen av landet, 180 km väster om huvudstaden Port-au-Prince. Toppen på Pic de Macaya är 2 347 meter över havet.
Terrängen runt Pic de Macaya är bergig söderut, men norrut är den kuperad. Pic de Macaya är den högsta punkten i trakten. Runt Pic de Macaya är det tätbefolkat, med 276 invånare per kvadratkilometer. Närmaste större samhälle är Port-à-Piment, 16,7 km sydväst om Pic de Macaya. I omgivningarna runt Pic de Macaya växer i huvudsak städsegrön lövskog.